# 朴槿惠政府
朴槿惠政府（韩语：／ Bak Geunhye Jeongbu）是2013年2月25日至2017年3月10日由第18任韓國總統朴槿惠所領導的第六共和國第六屆大韓民國政府。朴槿惠於2012年12月19日舉行的第18屆總統選舉中當選，並於2013年2月25日就任第18任大韓民國總統。2016年末爆發崔順實干政醜聞後，韩国国会通過彈劾朴槿惠，韓國憲法法院於2017年3月10日判決彈劾案成立，朴槿惠被解除總統職務，由國務總理黃教安代理總統。

## 背景
從政府上臺之前開始，就出現了各種政策疑似有朴槿惠總統的秘密實權者崔順實介入的疑惑，2016年“朴槿惠-崔順實事件”的升級，導致朴槿惠總統被彈劾，朴槿惠政府下台。

## 國家行政的方針、目標和任務
作爲國政基礎，爲了可持續發展和社會大統合，提出了國家發展模式的轉換。目標是通過從國家管理到公民個人，將經濟增長模式從赶超發達國家轉變為引領全球市場，從而著眼於以生產力為中心的高質量增長。針對資本主義的內需、服務業和中小企業的平衡增長和原則。認識到增長與福利之間的循環關係，重視社會資本，並將安全放在首位。政府運作方式也追求公私合作與交流，以政策評估為中心，強調部委合作。
朴槿惠政府提出了國政願景，即“人民幸福和希望的新時代”。作為晉升的依據，指定了“可信賴的政府”。
政府出臺後，通過國務會議改編爲4大國政基調。將其命名爲國民幸福和國家發展良性循環的新模式時代，並和以前一樣，明確將“受信賴的政府”作爲推進基礎。
制定了5個目標和推進基礎的推進戰略。與國家目標一樣，政府成立以來，將5項國家目標和21項推進戰略重組為4項國家施政重點政策和14項推進戰略，並根據4項推進戰略細化了140項任務。主要國家行政政策和促進基礎。隨著任務的重組，“經濟民主化”一詞重新出現，一些任務被整合或新納入。

## 外交

### 韓美關係

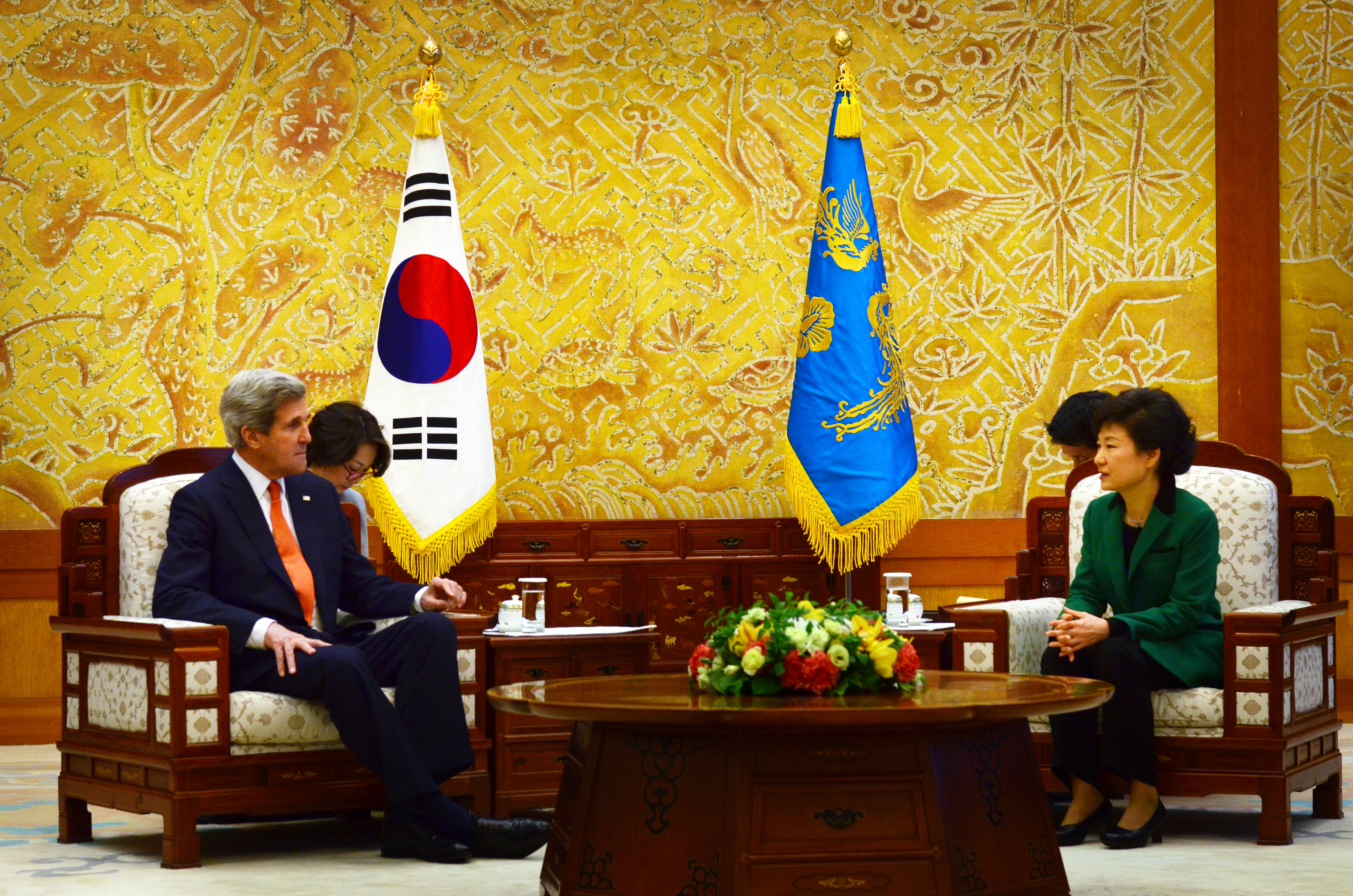
朴槿惠與美國國務卿約翰·克里 (2013)

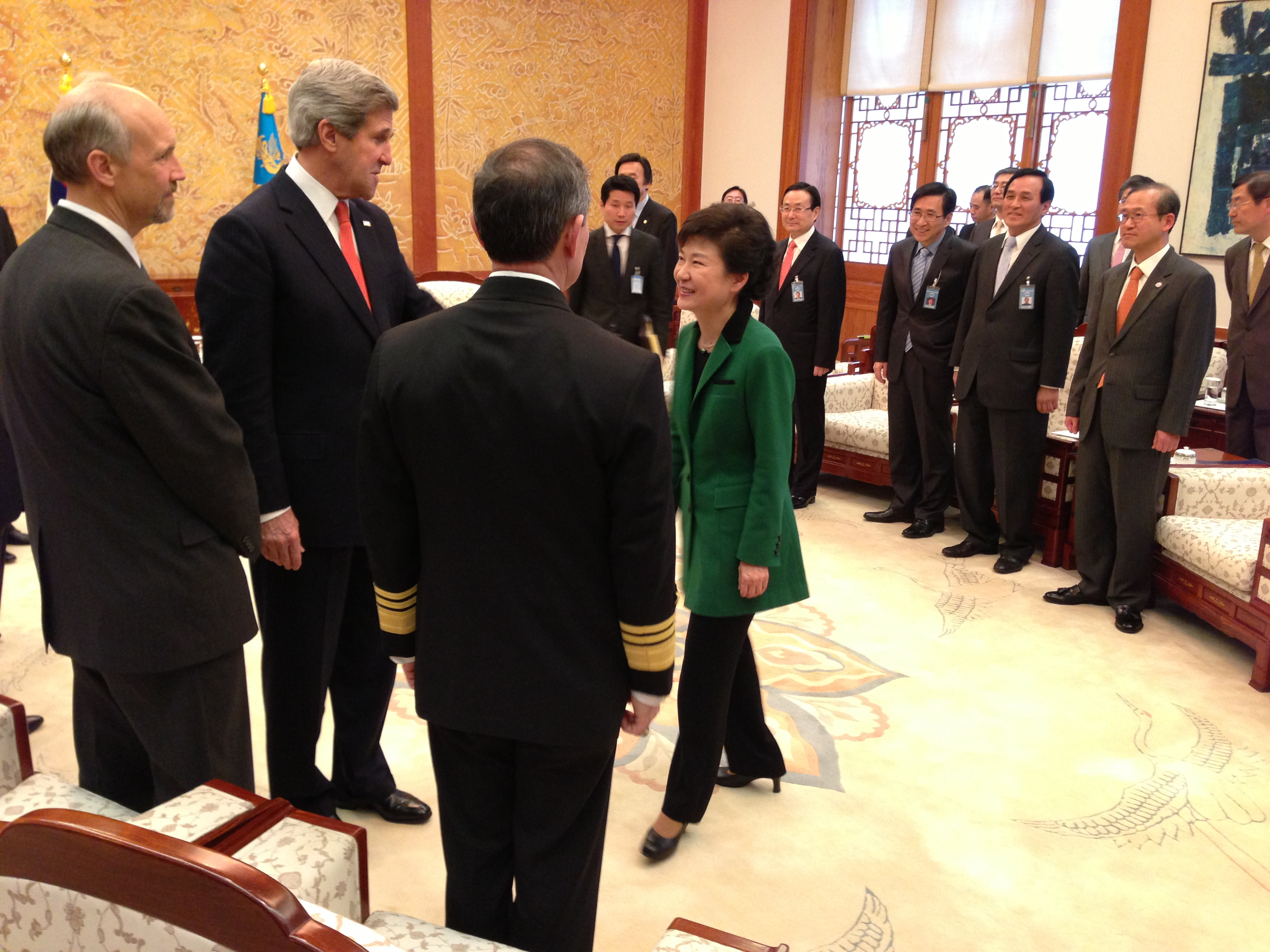
與約翰·克里在青瓦台合影

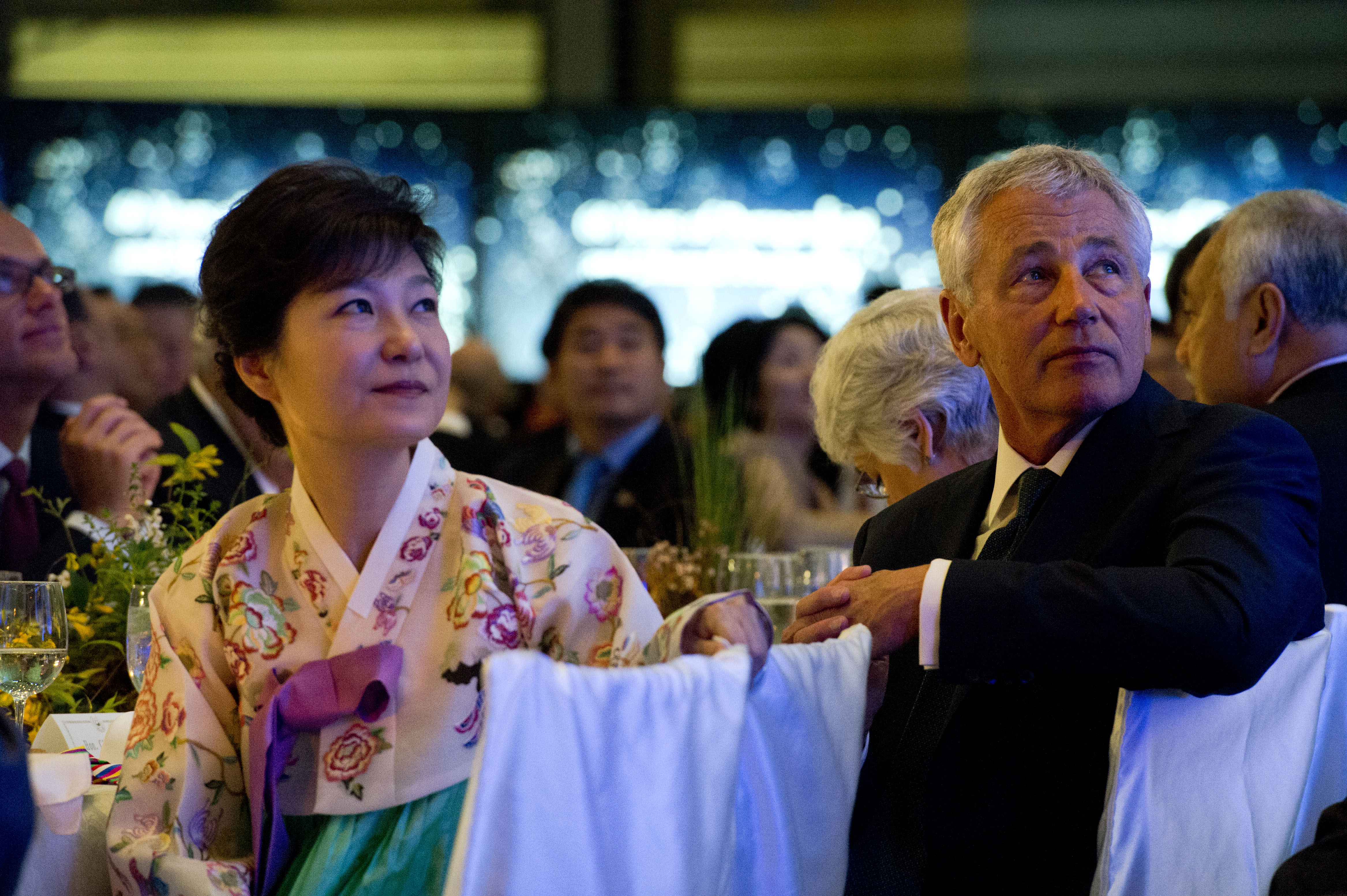
朴槿惠訪美

朴槿惠上任後分別會見了美國國務卿克里和奧巴馬總統，就波士頓馬拉松賽發生爆炸事件表示慰問。
與此同時，朴槿惠於2013年5月訪問美國並就朝鮮問題舉行了會談。然而，在她身處美國期間，她的代言人尹昶重卻在被指性騷擾後匆匆回國，事後引發爭議。
在朝鮮問題上，朴槿惠政府與美國的立場一致，表現出“沒有朝鮮無核化措施就不能進行對話”的態度。根據斯德哥爾摩國際和平研究所披露的核彈頭清單，朝鮮估計有六到八枚。
2014年4月，美國總統奧巴馬訪韓，與朴槿惠總統舉行首腦會談，就推遲移交作戰權達成一致。峰會也在2014年11月的APEC會議上舉行。
美國方面也對朴槿惠政府目前的表態感到擔憂。 這就是“中國傾倒論”，指出朴槿惠政府在對華外交上採取積極姿態，在多邊會議上表現出過分親華的舉動，例如支持中國的立場，儘管它以韓美關係為背景。美國政府想通過韓美日合作牽制中國，但朴槿惠政府以歷史問題為由，對韓美日合作持被動態度，轉而集中打擊日本，聲援中國。特別是在2014年11月的APEC會議上，中共中央總書記習近平在會議的形式和內容上展示了兩國領導人之間的密切關係，而與美國總統巴拉克奧巴馬的首腦會議則缺乏形式和形式。會議內容，無形中成為兩國首腦會議，有人批評這是一次簡短的會議。
朴槿惠總統原定於2015年6月14日至19日對美國進行正式訪問，但由於韓國爆發MERS疫情，朴槿惠總統於6月10日提前取消了此次訪問。 朴槿惠總統與美國總統奧巴馬於次日通電話，同意在兩國同意後立即重新安排朴總統訪美的時間。

### 韓朝關係
2013年3月8日，朝鮮民主主義人民共和國抗議聯合國安理會制裁朝鮮的決議，威脅要廢除朝韓互不侵犯協定，要對韓國採取公開敵對行動。此外，它還表示各種帶有核彈頭的導彈處於待命狀態，並切斷板門店的朝韓直撥電話線。
對此，國防部發言人金民錫回應稱，“如果朝鮮民主主義人民共和國用核武器攻擊韓國，那麼大韓民國將是人類意志的自然產物，並以人類意志為代價，金正恩政權將從地球上消失。” 國防部還強調，朝鮮人民軍集結進行大規模訓練，如果發動攻擊，無論反應規模大小，都將予以懲處。
關於開城工業園區，由於來自朝鮮民主主義人民共和國的威脅繼續存在，開城工業園區的工人出現了人身安全問題。4月26日，韓國統一部長官柳吉宰決定從開城工業園區撤出剩餘人員，據此，27日，留在開城工業園區的126人撤離，29日，其餘人員撤離。也決定退出。然而，剩下的50名成員中只有43人獲准返回。
隨著緊張局勢持續，2013年6月，朝鮮民主主義人民共和國突然提議兩國當局舉行一次高級別會議。 對此，政府決定作出回應，統一部部長千海成和朝鮮民主主義人民共和國草坪洞秘書處部長金成惠舉行了工作層會議，雙方同意於6月在首爾舉行朝韓會談。韓方表態稱，如果大韓民國統一部長官作為談判代表參加會談，朝鮮民主主義人民共和國統一戰線部長金養建應出席作為朝鮮民主主義人民共和國的代表。但朝方堅稱統一部長官與統戰部部長不匹配，並通知草坪通局副部長級局長金養建為首席代表為會談。盡管如此，政府通知朝鮮民主主義人民共和國統一部次官金南植擔任會談的首席代表，目的是在朝鮮不派遣代表的情況下舉行副部長級會談。部長級人士到會談，維持對話。但朝鮮單方面通知取消會談，稱“統一部次官與曹平統秘書長不匹配”，將談判破裂的責任推給韓國。朝鮮通過洩露聯繫方式煽動南北衝突。
2014年2月，青瓦台國家安保室第一副室長金奎賢與朝鮮統一戰線部第一副部長元東淵在板門店舉行了朝韓高層會談。朝鮮在此次會議上單方面堅持韓美暫停聯合訓練、停止誹謗等要求，導致會談破裂。但朝鮮方面要求恢復會談，政府接受這一要求，並於2月14日舉行了第二次磋商。2月14日的會談中，朝韓將停止抹黑，以“正常推進失散家屬團聚”，增進相互信任和理解，並在方便的時候舉行額外的高層接觸。討論朝韓兩國利益問題，就三點達成共識。
2014年10月，仁川亞運會閉幕式，朝鮮勞動黨中央書記崔龍海、朝鮮人民軍總政治局局長黃炳洙、朝鮮勞動黨中央書記局書記金養建出席。 在仁川，青瓦台國家安保室主任金寬鎮和統一部長官柳吉宰出席了一次朝韓高層會議。對於三人突訪韓國的目的，“是為了改善韓朝關係”、“是為了鼓勵朝鮮選手在仁川亞運會上的出色表現”等。
看似暫時好轉的朝韓關係，10月中旬晚些時候，朝鮮民主主義人民共和國以前所未有的強大力量抗議韓國向朝鮮散發傳單，並向韓國發射傳單，發動武裝挑釁。隨著朝鮮民主主義人民共和國在停戰線和朝鮮民主主義人民共和國附近進行一系列挑釁，局勢再次惡化。朝方未回應政府10月底安排高層會晤的提議，拒絕舉行高層會晤，最終統一部發言人宣布兩國高層會晤韓國幾乎被取消了。 結果，朝韓高層會談破裂，朝韓關係再度惡化。
2014年12月29日，政府以總統統一準備委員會的名義提議舉行韓朝部長級會談。統一部長官柳吉宰表示，他將提議“在慶祝解放70週年之際，就韓朝整體關係進行對話”。朝鮮民主主義人民共和國統一準備委員會提議在第二天，即12月30日通過勞動新聞召開會議。 但是，沒有對會談本身作出官方回應。
與此同時，朝鮮勞動黨第一書記金正恩在2015年1月1日的新年致辭中表示，朝韓可以舉行會談，包括“朝韓之間的最高級別接觸”。政府和媒體將此解讀為暗示金正恩提議舉行朝韓首腦會談。 因此，媒體紛紛對朝韓首腦會談進行預測。另一方面，朴槿惠總統在2015年1月12日的新年記者招待會上提到，“朝韓首腦會談沒有先決條件，希望朝韓對話”。朴總統還提到，“必須通過對話找到關於是否解除5.24措施的接觸點，需要朝鮮民主主義人民共和國採取真誠的措施”。 截至目前，朝鮮民主主義人民共和國尚未對韓國12月29日提出的南北高層接觸作出回應。
2015年6月15日，朝鮮發表共和國聲明稱，“如果韓國實施暫停在朝核問題上的國際合作、暫停關於吸收統一的討論、中止韓美聯合軍演，解除5月24日措施。” 此外，共和國聲明說，“韓國當局不應僅僅說他們尊重6月15日的聯合聲明和10月4日的聲明，而應通過實際行動來表明它們。沒有理由不這樣做。”
共和國聲明是朝鮮民主主義人民共和國最高級別的聲明，包括本次在內，朝鮮民主主義人民共和國成立以來僅發表過五次，用於宣布退出朝鮮民主主義人民共和國等重要問題。為此，朝韓關係專家評估，朝鮮民主主義人民共和國表現出改善朝韓關係的意願。 不過，世宗研究所研究員鄭成章分析稱，“金正恩擔任委員長的國防委員會是最高權力機構，因此國防委員會聲明是高於共和國聲明的最高級別聲明” . 以朴奉柱總理為首的朝鮮民主主義人民共和國內閣名義發表的共和國聲明，級別低於國防委員會的聲明。
統一部下午發布了針對朝鮮聲明的聲明。 統一部在一份聲明中指出，“朝鮮民主主義人民共和國必須立即停止在朝鮮半島製造軍事緊張局勢的行動，因為它已表示必須創造有利於改善相互關係的氣氛。”他敦促他們在不提出條件的情況下來到當局之間的對話論壇，同時回應有助於恢復兩韓同質性的私人交流。”  “政府一再明確表示，它尊重所有朝韓協議，包括6月15日的聯合聲明、7月4日的朝韓聯合聲明和朝韓基本協議，維持我們廣泛討論和解決這個問題的立場，”他重申了他促進朝韓對話的立場。

### 韓俄關係
2013年2月，俄羅斯派遠東開發部部長作為特使出席朴槿惠總統的就職典禮，表明了與韓國就遠東開發合作的興趣。特別是，他們對朴槿惠總統的歐亞倡議表現出極大的興趣。2013年11月，俄羅斯總統普京對韓國進行正式訪問，並與朴槿惠總統舉行首腦會談。為配合此次峰會，韓國企業簽署了一份諒解備忘錄（MOU），參與“羅津-哈桑項目”，其中包括對連接遠東哈桑的一條54公里長的鐵路進行維修和修復。這可能為將歐亞大陸納入“一個市場”鋪平道路，並加速朝鮮開放以幫助緩和朝鮮半島的緊張局勢，為總統朴槿惠的“歐亞大陸倡議”提供推動力。
會上，作為韓朝俄三方合作的又一項目，備受關注的俄羅斯天然氣通過朝鮮的輸氣管道建設項目，韓國船舶將獲准通過。利用俄羅斯領海開發北海航線，兩國國有銀行還就如何建立聯合投資基金、支持企業進入其他國家以及在太空開發領域的合作進行了討論。

### 韓日關係
日本首相安倍晉三向當選總統朴槿惠派遣特使，表明了改善韓日關係的願望。然而，2013年4月24日，當日本首相安倍晉三試圖採取否認侵略等右傾立場時，朴槿惠表示，“如果歷史認知是錯誤的，就很難走向面向未來的關係”。隨後，在與包括韓國日報在內的中央媒體總編輯和新聞主管的午餐會上，他表示：“如果日本向右傾，東北亞與許多亞洲國家的關係將變得困難，我希望日本能夠考慮因為這不是一個可取的方向。”她補充說，“我們必須組織和切斷我們這一代人的痛苦和障礙，以免它們傳遞給後代。政府將始終解決韓日關係一貫的原則。”  “東北亞和平與合作倡議，或‘首爾進程’，是在氣候變化、反恐、核電問題等非政治領域建立信任。”我們計劃在下個月訪問美國時討論它，”他說。
此後，日本首相安倍晉三就慰安婦問題發表荒唐言論，日本教育科學獎獲得者下村博文不斷發表“韓國人文明程度低下”的荒唐言論，韓日關係進一步惡化。至關重要的是，在安倍首相2013年12月參拜靖國神社後，情況變得更糟。隨後，2014年3月在荷蘭海牙舉行的第三屆核安全峰會上，在美國總統奧巴馬的提議下舉行了韓美日三國首腦會談，但朴槿惠總統卻被首相無視，他們對安倍的荒謬言論和歷史意識表現出不自在的態度。政府堅持日方應在慰安婦問題上採取誠意措施的立場。但日方要求舉行首腦會談，對韓方的要求根本不予回應。2014年11月在北京舉行的 APEC 會議上，當中日關係取得一些進展，以及對韓國所謂外交孤立的擔憂時，朴槿惠總統提出了韓中日三方首腦會晤的提議。東亞峰會在緬甸召開。
2015年6月20日，朴槿惠政府就職後首次訪問日本，外交部長官尹炳世21日與日本外務大臣岸田文雄舉行會談。2011年8月李明博執政期間，時隔3年9個月舉行了韓日外長會談。 在外長會議上，兩國同意記錄強制動員韓國人的事實，以便將日本近代工業設施（端島、長崎造船廠等）作為強制動員朝鮮人的設施註冊為聯合國教科文組織世界遺產。2018年6月22日，為慶祝韓日邦交正常化50週年，朴槿惠總統和日本首相安倍出席在日本駐首爾大使館和韓國駐韓大使館同時舉行的招待會。朴槿惠總統在活動的賀詞中強調，“今年是兩國邦交正常化50週年，應該以兩國走向新的合作與繁榮的未來為轉折點。”是我們對子孫後代的責任。“為此，重要的是能夠放下過去的沉重包袱，這是最大的障礙，要有和解與共存的心態。”安倍首相在賀詞中說，“我的祖父、前首相岸信介和我的外祖父、前首相佐藤榮作都深入參與了兩國邦交正常化的進程。”我很高興總統也出席了在首爾舉行的活動。” 他說：“韓日邦交正常化50週年的主題是‘讓我們共同開闢新的未來’，我們擁有許多共同的戰略利益。讓我們一起見證並創造一個新時代。” 對此，媒體報導稱，兩國領導人表達了恢復關係的意向，但朴總統表示將解決過去的問題，而安倍首相強調的是未來，而不是過去的問題，使得難以遷就韓國在過去問題上的訴求。

### 韓中關係

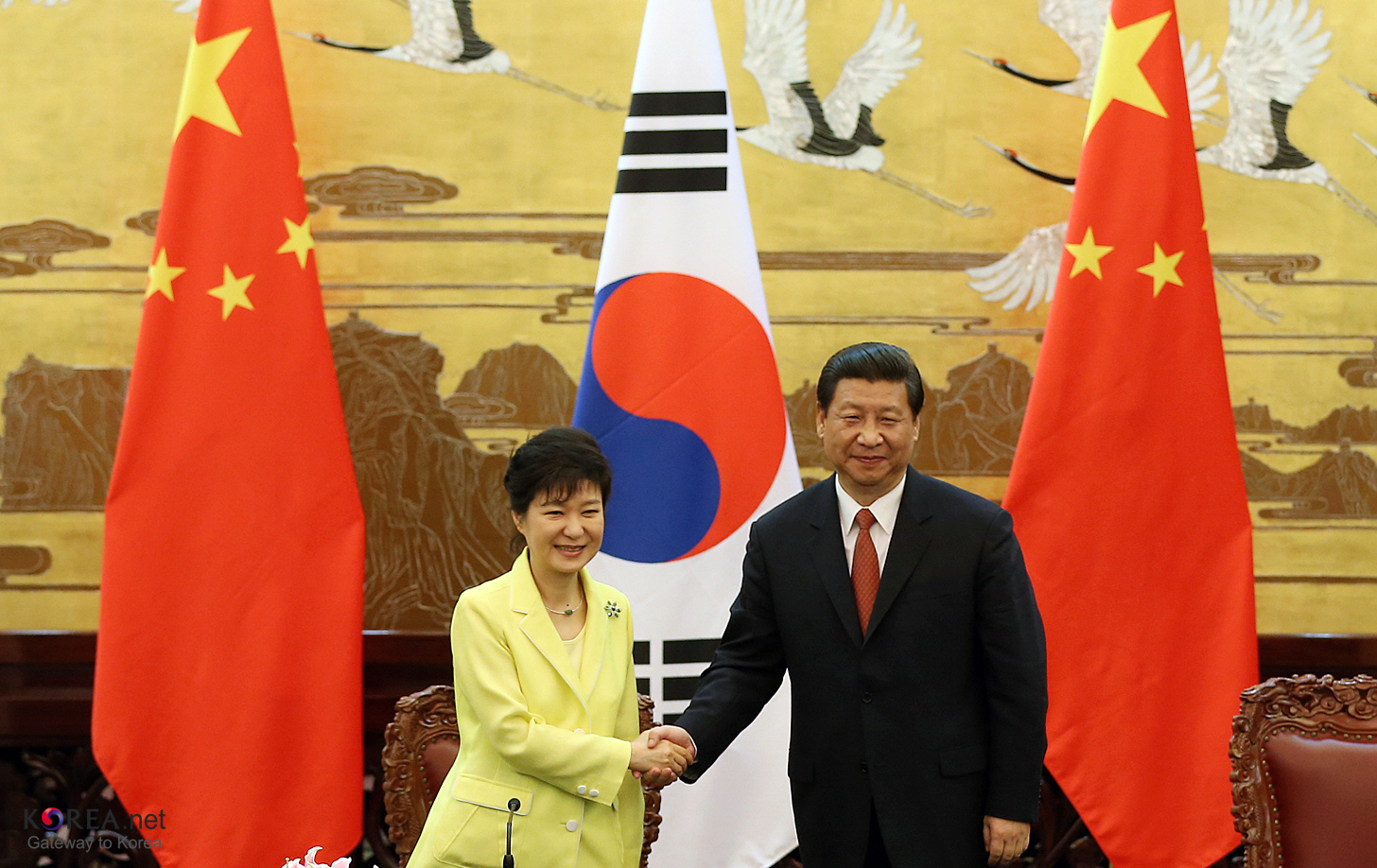
2013年6月27日，韓國總統朴槿惠在中韓聯合記者招待會後與中共中央總書記習近平握手

2013年4月21日，朴槿惠總統向中共中央總書記習近平講述了四川地震的情況，“我聽說20日四川地震造成多人財產損失，我和大韓民國全國人民感到非常難過。”
2013年4月24日，中國外交部長王毅會見韓國外交部長官尹炳世，強調“有關國家應採取積極措施，推動有關問題重回對話談判軌道。 “ 中國將在解決朝鮮半島問題上發揮公正和負責任的作用，”他說。 此外，中方表態支持朴槿惠在朝鮮半島建立信任進程，希望韓方為緩和半島緊張局勢作出必要努力。
2014年7月3日，中共中央總書記習近平對韓國進行為期兩天一夜的國事訪問。習近平與朴槿惠總統舉行首腦會晤，同意“促進兩國交流合作，實現朝鮮半島無核化，盡快締結韓中自貿協定”，同時敦促日本反省關於它的過去。這是歷史上中華人民共和國領導人首次單獨出訪一個國家，分析認為這顯示了韓中兩國的密切關係以及朴槿惠與習近平的個人友誼。

## 國防

### 2014年國防改革基本方案
朴槿惠政府於2014年3月發表《國防改革基本計劃2014─2030》，首次提出軍隊改革方向。在軍事戰略概念中，將李明博政府《國防改革基本計劃2012─2030》中的“積極遏制和攻勢防衛”修改爲“主動遏制和攻勢防衛”，包括針對北韓使用核和WMD的先發制人的應對概念。另外，爲了強化協同性，決定在聯合參謀本部設立2個次長，輔佐軍令和作戰指揮，並在聯合參謀本部內編制未來司令部等，推進聯合參謀本部改編。地面部隊改編中，爲了早期構建以軍團爲中心的作戰執行體系，將一、三野合並，創設地上作戰司令部，常備兵力水平由63萬3千縮減到52班2千名，縮減11萬名。決定維持海、空軍及海兵隊的兵力，推進宙斯盾驅逐艦、下一代戰鬥機（F-X）等尖端武器體系的戰鬥力化方案。另外，爲了應對朝鮮的核導彈威脅，決定強化Kill Chain和韓國型導彈防禦（KAMD）能力。

### 韓美聯合司令部解散及戰時作戰指揮權移交延期
根據2010年的協議，戰時作戰指揮權計劃於2015年12月從韓美聯合司令部移交給韓國參謀長聯席會議，但在2013年，朝鮮進行了第三次核試驗，並威脅要進行全面核試驗戰爭威脅加劇，朝鮮半島安全局勢也變得不穩定。因此，2013年初，政府提出了一項推遲將戰時作戰控制權移交的計劃，以“通過有效應對朝鮮核武器和常規力量的威脅來保衛韓國”。  2013年5月的韓美首腦會談也討論了這一點，隨後在2013年10月的第45次韓美安全協商會議上同意就推遲移交作戰權進行工作層磋商，並繼續磋商。在2014年4月的韓美首腦會議上，朴槿惠總統和美國總統巴拉克奧巴馬商定了一項計劃，以審查移交 OPCON 的條件和時間，以有效應對“朝鮮核問題和所處的安全環境威脅加劇”。9月，青瓦台國家安全保障室長金寬鎮訪美，與白宮國家安全保障顧問蘇珊·賴斯舉行會談。

## 經濟
朴槿惠說：“時機對經濟政策很重要，我們需要在適當的時候組織追加預算，重點放在創造就業和穩定民眾生活上。”
4月3日，她在給企劃財政部和金融委員會的業務報告中，要求盡快制定補充預算，以恢復經濟活力和稅收正常化，並儘快在國民議會處理。此外，關於使房地產市場正常化的措施，她下令完成立法、有效的出口和投資措施以及針對中小企業的“低日元”措施。 同時，強調要改善分配結構，為老百姓穩定物價，對國民幸福基金要認真審查，不应存在道德風險和公平性爭議。
朴槿惠的經濟政策議程是“創意經濟”。 但是不清楚具体内容的人很多，甚至清楚的人看法也各不相同，出现爭議。